# Rickenbacker 360/12

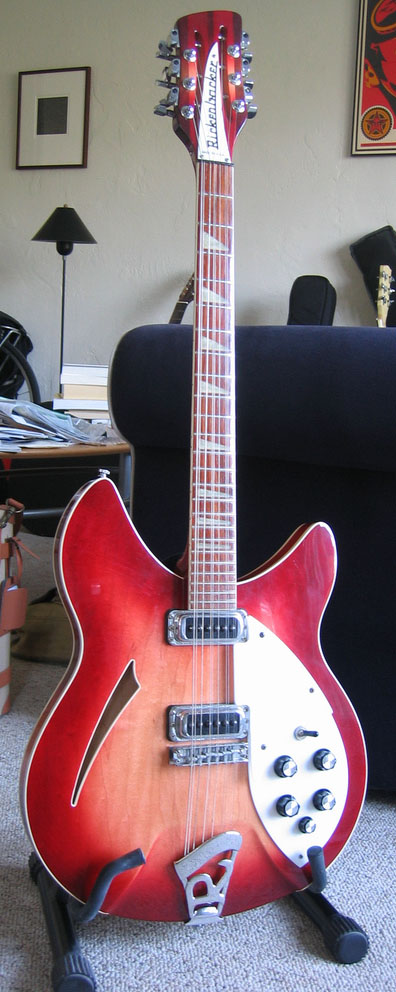
Guitarra Rickenbacker 360/12.

La Rickenbacker 360/12 es la primera guitarra eléctrica semisólida de 12 cuerdas construida por la compañía Rickenbacker a partir de 1963. La innovación del instrumento es su clavijero es que visualmente es muy parecida a la de una guitarra de 6 cuerdas, solo que al observar detenidamente se ve que son 6 "pares" de cuerdas puestas de forma alterna.

## Historia
A principios de los años 1960 la música folk reapareció con fuerza y se hizo muy popular. Las guitarras acústicas de 12 cuerdas eran muy cotizadas, pero una guitarra de esas características pero eléctrica era muy rara y su fabricación era muy poco frecuente. Rickebacker creó este diseño de acuerdo a estas necesidades.
Justo después de la llegada de The Beatles a Nueva York para actuar en The Ed Sullivan Show, George Harrison estaba enfermo en la cama del Plaza Hotel, mientras el resto de la banda recorría Manhattan. Una de sus paradas fue el Savoy Hilton Hotel, donde el presidente de Rickenbacker F.C. Hall había organizado, junto con Brian Epstein, una muestra de nuevos instrumentos para que la banda los examinara y uno de éstos era la guitarra de 12 cuerdas. John Lennon la vio y sugirió que podría ser del gusto de Harrison, por lo que cuando volvieron al Plaza se la entregaron a George. La guitarra la usó apenas regresaron a Inglaterra para la grabación de "I Should Have Known Better" el 25 de febrero, después "I Call your Name" el 1 de marzo y "A Hard Day's Night" el 16 de abril.
Al ver las guitarras que usaban The Beatles en la película A Hard Day's Night, el guitarrista del grupo The Byrds, Roger McGuinn, compró el mismo modelo de Harrison, la cual dio a la agrupación estadounidense su sonido característico.

## Usuarios de la Rickenbacker 360/12
- George Harrison de The Beatles
- Roger McGuinn de The Byrds
- Brian Jones de The Rolling Stones
- Daniel Johns de Silverchair
- Tom Petty
- Álvaro Urquijo de Los Secretos
- Jeff Buckley
- Charly García
- Gustavo Cerati de Soda Stereo
- Mike Campbell de Tom Petty and the Heartbreakers
- Mike Rutherford de Genesis
- Pete Townshend de The Who
- Chris Martin de Coldplay
- Marty Willson-Piper de The Church
- Thom Yorke de Radiohead
- Duncan Lloyd de Maxïmo Park
- The Edge de U2
- Carl Wilson de Beach Boys
- Johnny Marr de The Smiths y Modest Mouse
- Bernard Sumner de New Order
- Peter Buck de R.E.M.
- Baruch Ben Yitzhak de Rockfour
- Yegor Letov de Grazhdanskaya Oborona
- Chris Walla de Death Cab For Cutie
- José Javier Castro de El Aire
- John Frusciante
- Ángel Parra de Los Tres
- Jorge González Ríos de Los Prisioneros Los Updates
- Daniel Mezquita de Hombres G
- Francisco Durán de Los Bunkers
- Mauricio Durán de Los Bunkers
- Luis Nazario de Los Apaches
- Per Gessle de Roxette
- Gino Cabrera de Steband del Oeste